# 中西又三
中西 又三（なかにし ゆうぞう、1942年8月 - ）は、日本の法学者、専門は行政法。とりわけ、公務員法に造詣が深い。中央大学名誉教授。

## 略歴
- 東京都立豊多摩高等学校卒業
- 1965年 中央大学法学部法律学科卒業
- 1967年 中央大学大学院法学研究科公法政治学専攻修士課程修了
  - 中央大学法学部助手
- 1971年 中央大学法学部助教授
- 1978年 中央大学法学部教授（1997年-2003年中央大学附属高等学校長、2004年-2014年法科大学院教授を併任）
- 2014年 中央大学定年退職

## 専門分野
行政法

## 研究課題
行政法一般及び公務員法

## 主著
『テキストブック行政法』（有斐閣、1994年）